# Liste de jeux Arc System Works
Cette liste de jeux Arc System Works répertorie les jeux vidéo développés ou édités par l'entreprise Arc System Works.
| Année de sortie | Titre                                                             | Développeur | Éditeur           | Plates-formes |
| --------------- | ----------------------------------------------------------------- | ----------- | ----------------- | --- |
| 1988            | Final Lap                                                         | Oui         |                   | Nintendo Entertainment System |
| 1989            | Rolling Thunder                                                   | Oui         |                   | Nintendo Entertainment System |
| 1990            | SD Sengoku Bushō Retsuden: Rekka no Gotoku Tenka o Nusure!        | Oui         |                   | Nintendo Entertainment System |
| 1990            | Honey on the Road                                                 | Oui         |                   | PC-Engine |
| 1990            | Taisen Mahjong Haopai                                             | Oui         |                   | Game Gear |
| 1990            | Chiyonofuji no Ooichō                                             | Oui         |                   | Nintendo Entertainment System |
| 1990            | Zipang                                                            | Oui         |                   | PC-Engine |
| 1990            | Hissatsu Shigoto Nin                                              | Oui         |                   | Nintendo Entertainment System |
| 1991            | Ide Yosuke Meijin no Jissen Mahjong II                            | Oui         |                   | Nintendo Entertainment System |
| 1991            | Road Spirits                                                      | Oui         |                   | Mega-CD |
| 1991            | Minesweeper                                                       | Oui         |                   | Game Boy - Mega-CD (1992) |
| 1991            | Hihō Densetsu Chris no Bōken                                      | Oui         |                   | Mega-CD |
| 1991            | Battle Commander                                                  | Oui         |                   | Super Nintendo |
| 1991            | Battletoads                                                       | Oui         |                   | Mega Drive - Game Gear (1993) |
| 1992            | Pizza Pop!                                                        | Oui         |                   | Nintendo Entertainment System |
| 1992            | Cyber Spin                                                        | Oui         |                   | Super Nintendo |
| 1992            | Kyōryū Sentai Zyuranger                                           | Oui         |                   | Nintendo Entertainment System |
| 1992            | Bishōjo Senshi Sailor Moon                                        | Oui         |                   | Game Boy |
| 1992            | Great Battle Cyber                                                | Oui         |                   | Nintendo Entertainment System |
| 1993            | Yū Yū Hakusho Yamishōbu!! Ankoku Bujutsukai                       | Oui         |                   | Mega-CD |
| 1993            | Suzuka 8 Hours                                                    | Oui         |                   | Super Nintendo |
| 1993            | Taisen Mahjong Haopai 2                                           | Oui         |                   | Game Gear |
| 1994            | Gaia Saver                                                        | Oui         |                   | Super Nintendo |
| 1995            | Exector                                                           | Oui         | Oui               | PlayStation |
| 1995            | Virtual Open Tennis                                               | Oui         |                   | Saturn |
| 1995            | Wizard's Harmony                                                  | Oui         | Oui               | Saturn, PlayStation |
| 1997            | Wizard's Harmony 2                                                | Oui         | Oui               | Saturn, PlayStation |
| 1998            | Guilty Gear                                                       | Oui         | Oui (JAP)         | PlayStation |
| 1998            | Wizard's Harmony R                                                | Oui         | Oui               | PlayStation |
| 1999            | Tanaka Torahiko no Uru Tora Ryū Shogi                             | Oui         | Oui               | PlayStation, Dreamcast |
| 1999            | Prismaticallization                                               | Oui         | Oui               | PlayStation, Dreamcast |
| 2000            | Guilty Gear X                                                     | Oui         |                   | Borne d'arcade, Dreamcast - WonderSwan Color (2001)                                                                                  |
| 2001            | Guilty Gear Petit                                                 | Oui         |                   | WonderSwan Color |
| 2001            | Guilty Gear Petit 2                                               | Oui         |                   | WonderSwan Color |
| 2001            | Guilty Gear X Plus                                                | Oui         |                   | PlayStation 2 |
| 2001            | Digital Holmes                                                    | Oui         | Oui (JAP)         | PlayStation 2 |
| 2002            | Guilty Gear X Advance Edition                                     | Oui         |                   | Game Boy Advance |
| 2002            | Guilty Gear XX                                                    | Oui         |                   | Borne d'arcade |
| 2002            | Guilty Gear X2                                                    | Oui         |                   | PlayStation 2 |
| 2004            | Dragon Ball Z: Supersonic Warriors                                | Oui         |                   | Game Boy Advance |
| 2004            | Guilty Gear X2 #Reload                                            | Oui         |                   | Xbox |
| 2004            | Guilty Gear Isuka                                                 | Oui         |                   | PlayStation 2, Xbox - Windows (2005)                                                                                                 |
| 2005            | Guilty Gear XX Slash                                              | Oui         |                   | Borne d'arcade - PlayStation 2 (2006)                                                                                                |
| 2005            | Guilty Gear XX #Reload                                            | Oui         |                   | PlayStation Portable |
| 2005            | Dragon Ball Z: Supersonic Warriors 2                              | Oui         |                   | Nintendo DS |
| 2005            | Hokuto no Ken Fighting                                            | Oui         |                   | Borne d'arcade - PlayStation 2 (2007)                                                                                                |
| 2006            | Guilty Gear Club                                                  | Oui         | Oui               | Téléphone mobile |
| 2006            | Guilty Gear Dust Strikers                                         | Oui         | Oui (JAP)         | Nintendo DS |
| 2006            | Guilty Gear RoA                                                   | Oui         | Oui               | Téléphone mobile |
| 2006            | Guilty Gear Judgment                                              | Oui         | Oui (JAP)         | PlayStation Portable |
| 2006            | Guilty Gear XX Accent Core                                        | Oui         | Oui (JAP)         | Borne d'arcade - PlayStation 2, Wii (2007)                                                                                           |
| 2006            | Guilty Gear XX Accent Core Plus                                   | Oui         | Oui (JAP)         | Borne d'arcade - PlayStation 2, PlayStation Portable (2008) - Wii (2009) - Xbox 360, PlayStation 3 (2012)                            |
| 2007            | Battle Fantasia                                                   | Oui         |                   | Borne d'arcade - Xbox 360, PlayStation 3 (2008) - Windows (2015)                                                                     |
| 2007            | Jake Hunter: Memories of the Past                                 |             | Oui (JAP)         | Nintendo DS |
| 2007            | Hooked! Real Motion Fishing                                       |             | Oui (JAP)         | Wii |
| 2007            | Hoshigami: Ruining Blue Earth Remix                               | Oui         |                   | Nintendo DS |
| 2007            | River City Ransom                                                 |             | Oui (JAP/EUR)     | Console virtuelle (Wii U) - Nintendo Switch Online (2018)                                                                            |
| 2007            | Apathy: Narugami Gakuen Toshi Densetsu Tantei Kyoku               |             | Oui               | Nintendo DS |
| 2007            | Guilty Gear 2: Overture                                           | Oui         | Oui (JAP)         | Xbox 360 - Windows (2016) |
| 2007            | Downtown Nekketsu Kōshinkyoku: Soreyuke Daiundōkai                |             | Oui               | Console virtuelle (Wii U, 3DS) |
| 2007            | Castle of Shikigami III                                           |             | Oui (JAP)         | Wii, Xbox 360 |
| 2007            | MiniCopter: Adventure Flight                                      |             | Oui (JAP)         | Wii |
| 2008            | Renegade                                                          |             | Oui               | Console virtuelle (Wii U, 3DS) |
| 2008            | Super Dodgeball Brawlers                                          |             | Oui (JAP)         | Nintendo DS |
| 2008            | Family Table Tennis                                               | Oui         | Oui (JAP)         | Wii |
| 2008            | Sengoku Basara X                                                  | Oui         |                   | Borne d'arcade, PlayStation 2 |
| 2008            | Princess on Ice                                                   | Oui         |                   | Nintendo DS |
| 2008            | Tantei Jingūji Saburō DS: Kienai Kokoro                           |             | Oui               | Nintendo DS |
| 2008            | Super Dodge Ball                                                  |             | Oui (JAP/EUR)     | Console virtuelle (Wii U, 3DS) - Nintendo Switch Online (2018)                                                                       |
| 2008            | Gakkō no Kowai Uwasa: Hanako-San ga Kita!! Minna no Hanako-San    |             | Oui               | Nintendo DS |
| 2008            | Tantei Jingūji Saburō: Yokohama-ko Renzoku Satsujin Jiken         |             | Oui               | Console virtuelle (Wii) |
| 2008            | Theresia                                                          |             | Oui (JAP)         | Nintendo DS |
| 2008            | Nintendo World Cup                                                |             | Oui (JAP)         | Console virtuelle (Wii) - Console virtuelle (Nintendo 3DS) (2013) - Console virtuelle (Wii U) (2014)                                 |
| 2008            | Family Glide Hockey                                               | Oui         | Oui (JAP)         | Wii |
| 2008            | BlazBlue: Calamity Trigger                                        | Oui         | Oui (JAP)         | Borne d'arcade - PlayStation 3, Xbox 360 (2009) - Windows (2010)                                                                     |
| 2009            | Tantei Jingūji Saburō: Kiken na Futari (versions Kōhen et Zenpen) |             | Oui               | Console virtuelle (Wii) |
| 2009            | Family Pirate Party                                               |             | Oui (JAP/EUR)     | Wii |
| 2009            | Family Slot Car Racing                                            | Oui         | Oui (JAP)         | Wii |
| 2009            | Double Dragon                                                     |             | Oui               | Console virtuelle (Wii) - Console virtuelle (Wii U, 3DS) (2013)                                                                      |
| 2009            | Family Mini Golf                                                  | Oui         | Oui (JAP)         | Wii |
| 2009            | Tantei Jingūji Saburō DS: Fuserareta Shinjitsu                    |             | Oui               | Nintendo DS |
| 2009            | Winter Sports 2: The Next Challenge                               |             | Oui (JAP)         | Wii |
| 2009            | Diva Girls: Divas on Ice                                          | Oui         |                   | Wii, Nintendo DS |
| 2009            | Another Time Another Leaf: Kagami no Naka no Tantei               |             | Oui               | Nintendo DS |
| 2009            | Bit.Trip Beat                                                     |             | Oui (JAP)         | WiiWare |
| 2009            | Deer Captor                                                       | Oui         | Oui (JAP)         | Wii |
| 2009            | Rockin' Pretty                                                    | Oui         | Oui (JAP)         | Nintendo DS |
| 2009            | Family Card Games                                                 | Oui         | Oui (JAP)         | Wii |
| 2009            | Tantei Jingūji Saburō: Tsubaki no Yukue & Nazo no Jikenbo         |             | Oui               | DSiWare |
| 2009            | Animal Puzzle Adventure                                           |             | Oui (JAP/EUR)     | DSiWare, iOS |
| 2009            | Tantei Jingūji Saburō: Toki no Sugiyuku Mama ni                   |             | Oui               | Console virtuelle (Wii) |
| 2009            | Ranshima Monogatari Rare Land Story: Shōjo no Yakujō              | Oui         | Oui               | PlayStation Portable |
| 2009            | Family Tennis                                                     |             | Oui (JAP)         | Wii |
| 2009            | Othello                                                           | Oui         | Oui               | WiiWare, DSiWare - PlayStation Portable (2010) - Nintendo 3DS (2011) Wii U (2013) - PlayStation Vita (2014) - Nintendo Switch (2017) |
| 2009            | Strikers 1945 Plus Portable                                       |             | Oui (JAP)         | PlayStation Portable |
| 2009            | Bit.Trip Core                                                     |             | Oui (JAP)         | WiiWare |
| 2009            | Tantei Jingūji Saburō: Akenai Yoru ni & Nazo no Jikenbo           |             | Oui               | DSiWare |
| 2009            | Crash 'n the Boys: Ice Challenge                                  |             | Oui               | Console virtuelle (Wii) - Console virtuelle (3DS) (2013) - Console virtuelle (Wii U) (2014)                                          |
| 2009            | Jazzy Billiards                                                   | Oui         | Oui               | DSiWare |
| 2009            | Tantei Jingūji Saburō: Hai to Diamond                             |             | Oui               | PlayStation Portable |
| 2009            | Tantei Jingūji Saburō: Kadan no Isshu & Nazo no Jikenbo           |             | Oui               | DSiWare |
| 2009            | Bit.Trip Void                                                     |             | Oui (JAP)         | WiiWare |
| 2009            | 0-D Beat Drop                                                     |             | Oui               | Xbox 360 |
| 2009            | BlazBlue: Continuum Shift                                         | Oui         | Oui (JAP/COR)     | Borne d'arcade - PlayStation 3, Xbox 360 (2010)                                                                                      |
| 2009            | Family Go-Kart Racing                                             | Oui         | Oui (JAP)         | WiiWare |
| 2009            | Tantei Jingūji Saburō: Rensasuru Noroi & Nazo no Jikenbo          |             | Oui               | DSiWare |
| 2010            | BlayzBloo: Super Melee Brawlers Battle Royale                     | Oui         | Oui (JAP/COR/EUR) | DSiWare |
| 2010            | River City Super Sports Challenge                                 |             | Oui (JAP)         | Nintendo DS |
| 2010            | Winter Sports 3: The Great Tournament                             |             | Oui (JAP)         | PlayStation 3 |
| 2010            | ARC Style: Prehistorik Man                                        |             | Oui (JAP)         | DSiWare |
| 2010            | Tantei Jingūji Saburō: Nakiko no Shōzō & Nazo no Jikenbo          |             | Oui (JAP)         | DSiWare |
| 2010            | BlazBlue: Calamity Trigger Portable                               | Oui         | Oui (JAP/COR)     | PlayStation Portable |
| 2010            | Hooked! Again: Real Motion Fishing                                |             | Oui (JAP)         | Wii |
| 2010            | River City Soccer Hooligans                                       |             | Oui (JAP)         | Nintendo DS |
| 2010            | OkirakuWatchNozomi                                                | Oui         | Oui               | iOS |
| 2010            | OkirakuWatchMama                                                  | Oui         | Oui               | iOS |
| 2010            | OkirakuWatchPapa                                                  | Oui         | Oui               | iOS |
| 2010            | OkirakuWatchGenki                                                 | Oui         | Oui               | iOS |
| 2010            | ARC Style: Everyday Soccer                                        |             | Oui (JAP/COR/EUR) | DSiWare |
| 2010            | ARC Style: Rytmik                                                 |             | Oui (JAP)         | DSiWare |
| 2010            | ARC Style: Defense of the Middle Kingdom                          | Oui         | Oui (JAP)         | DSiWare |
| 2010            | ARC Style: Pro Jumper! Guilty Gear Tangent!?                      | Oui         | Oui (JAP)         | DSiWare |
| 2010            | Bit.Trip Runner                                                   |             | Oui (JAP)         | WiiWare |
| 2010            | ARC Style: Robot Rescue                                           |             | Oui (JAP)         | DSiWare |
| 2010            | Tantei Jingūji Saburō DS: Akai Chō                                |             | Oui (JAP)         | Nintendo DS |
| 2010            | Burubako                                                          | Oui         | Oui               | iOS |
| 2010            | ARC Style: Castle Conqueror                                       |             | Oui (JAP)         | DSiWare |
| 2010            | ARC Style: Legendary Wars - T-Rex Rumble                          |             | Oui (JAP)         | DSiWare |
| 2010            | BlazBlue: Continuum Shift II                                      | Oui         | Oui (JAP/COR)     | Borne d'arcade - PlayStation Portable, Nintendo 3DS (2011)                                                                           |
| 2010            | Chick Chick Boom                                                  |             | Oui (JAP)         | WiiWare |
| 2011            | Arcana Heart 3                                                    |             | Oui (JAP/EUR)     | PlayStation 3, Xbox 360 |
| 2011            | Hard Corps: Uprising                                              | Oui         |                   | PlayStation 3, Xbox 360 |
| 2011            | Otegaru Puzzle Series: Yurie to Fushigi na Meikyū                 | Oui         | Oui (JAP)         | DSiWare |
| 2011            | Inchworm Animation                                                | Oui         | Oui (JAP)         | DSiWare |
| 2011            | 99Bullets                                                         | Oui         | Oui (JAP)         | DSiWare |
| 2011            | Downtown Special: Kunio-Kun no Jidaigeki Dayo Zenin Shūgō!        |             | Oui               | Console virtuelle (Nintendo 3DS) - Console virtuelle (Wii U) (2013)                                                                  |
| 2011            | ARC Style: Soccer 3D                                              |             | Oui               | Nintendo 3DS |
| 2011            | Nekketsu Kōkō Dodge Ball-Bu                                       |             | Oui               | Console virtuelle (Nintendo 3DS) |
| 2011            | ARC Style: Jazzy Billiards 3D Professional                        | Oui         | Oui               | Nintendo 3DS |
| 2011            | VectorRacing                                                      | Oui         | Oui               | Nintendo 3DS |
| 2011            | Family Bowling 3D                                                 | Oui         | Oui               | Nintendo 3DS |
| 2011            | Family Tennis 3D                                                  | Oui         | Oui               | Nintendo 3DS |
| 2011            | Otegaru Puzzle Series: Alice to Mahō no Trump                     | Oui         | Oui               | Nintendo 3DS |
| 2011            | Crash 'n' the Boys: Street Challenge                              |             | Oui               | Console virtuelle (Wii) - Console virtuelle (3DS) (2013) - Console virtuelle (Wii U) (2014)                                          |
| 2011            | ARC Style: Solitaire                                              | Oui         | Oui               | Nintendo 3DS |
| 2011            | The Lost Town: The Dust                                           |             | Oui (JAP)         | DSiWare |
| 2011            | Bikkuri Nekketsu Shin Kiroku! Dokodemo Kin Medal                  |             | Oui               | Console virtuelle (Nintendo 3DS) |
| 2011            | Nurarihyon no Mago: Hyakki Ryōran Taisen                          | Oui         |                   | PlayStation 3, Xbox 360 |
| 2011            | Sugoro Quest: Dice no Senshi Tachi                                |             | Oui               | Console virtuelle (Wii) - Console virtuelle (3DS) (2013) - Console virtuelle (Wii U) (2015)                                          |
| 2011            | ARC Style: Simple Mahjong 3D                                      | Oui         | Oui               | Nintendo 3DS |
| 2011            | Nekketsu Kōha Kunio-Kun Special                                   |             | Oui (JAP)         | Nintendo 3DS |
| 2011            | BlazBlue: Continuum Shift Extend                                  | Oui         | Oui (JAP/COR)     | PlayStation 3, PlayStation Vita, Xbox 360 - PlayStation Portable (2012) - Windows (2014)                                             |
| 2011            | Castle Conqueror: Heroes                                          |             | Oui               | DSiWare |
| 2011            | Deer Hunting King                                                 | Oui         | Oui               | Nintendo 3DS |
| 2012            | ARC Style: Spider Solitaire                                       | Oui         | Oui               | Nintendo 3DS |
| 2012            | Nekketsu! Beach Volley dayo Kunio-Kun                             |             | Oui               | Console virtuelle (Nintendo 3DS) |
| 2012            | Kunio-Kun no Dodge Ball Dayo Zenin Shūgo!                         |             | Oui               | Super Nintendo |
| 2012            | Come On! Heroes                                                   |             | Oui               | DSiWare |
| 2012            | True Remembrance: Kioku no Kakera                                 | Oui         | Oui               | Nintendo 3DS |
| 2012            | Okiraku Daifugō 3D                                                | Oui         | Oui               | Nintendo 3DS |
| 2012            | Persona 4: The Ultimate in Mayonaka Arena                         | Oui         | Oui               | Borne d'arcade |
| 2012            | Double Dragon II: The Revenge                                     |             | Oui               | Console virtuelle (Wii) - Console virtuelle (3DS) (2013) - Console virtuelle (Wii U) (2014)                                          |
| 2012            | Pirates Assault                                                   |             | Oui               | DSiWare |
| 2012            | 3 Heroes: Crystal Soul                                            |             | Oui               | DSiWare |
| 2012            | Family Kart 3D                                                    | Oui         | Oui               | Nintendo 3DS |
| 2012            | ARC Style: San Goku Shi Pinball                                   | Oui         | Oui               | Nintendo 3DS |
| 2012            | Shifting World                                                    |             | Oui (JAP)         | Nintendo 3DS |
| 2012            | Downtown Nekketsu Kōshinkyoku: Dokodemo Daiundōkai                |             | Oui               | Console virtuelle (Nintendo 3DS) |
| 2012            | ARC Style: Freecell                                               | Oui         | Oui               | Nintendo 3DS |
| 2012            | Go! Go! Kokopolo                                                  |             | Oui (JAP)         | DSiWare |
| 2012            | Phi Brain: Kizuna no Puzzle                                       | Oui         | Oui               | PlayStation Portable |
| 2012            | Magical Beat                                                      | Oui         | Oui               | Borne d'arcade - PlayStation Vita (2013) - PlayStation 3 (2014)                                                                      |
| 2012            | The Cellar                                                        | Oui         | Oui               | DSiWare |
| 2012            | Tantei Jingūji Saburō: Fukushū no Rinbu                           |             | Oui               | Nintendo 3DS |
| 2012            | Devil Band: Rock the Underworld                                   |             | Oui (JAP)         | DSiWare |
| 2012            | ARC Style: Baseball 3D                                            |             | Oui               | Nintendo 3DS |
| 2012            | Family Table Tennis 3D                                            | Oui         | Oui               | Nintendo 3DS |
| 2012            | ARC Style: Joshi Soccer!! 3D                                      | Oui         | Oui               | Nintendo 3DS |
| 2012            | Gaia's Moon                                                       |             | Oui               | DSiWare |
| 2012            | Persona 4 Arena                                                   | Oui         |                   | PlayStation 3, Xbox 360 |
| 2012            | Dasshutsu Adventure: Kyūkōsha no Shōjo                            |             | Oui               | Nintendo 3DS |
| 2012            | Super Strike Beach Volleyball                                     | Oui         | Oui (JAP)         | Nintendo 3DS |
| 2012            | Double Dragon II (Game Boy)                                       |             | Oui               | Console virtuelle (Nintendo 3DS) |
| 2012            | The Lost Town: The Jungle                                         |             | Oui               | DSiWare |
| 2012            | Hungry Burger                                                     | Oui         | Oui               | Nintendo 3DS |
| 2012            | Kururin Susshi                                                    | Oui         | Oui               | Nintendo 3DS |
| 2012            | Tottemo E Mahjong                                                 | Oui         | Oui               | PlayStation Vita |
| 2012            | Guilty Gear XX Accent Core Plus R                                 | Oui         | Oui               | Borne d'arcade - PlayStation Vita (2013) - Windows (2015) - Nintendo Switch (2019)                                                   |
| 2012            | Takagari-ō                                                        | Oui         | Oui               | Nintendo 3DS |
| 2012            | Ninja Usagimaru: The Gem of Blessings                             | Oui         | Oui               | Nintendo 3DS |
| 2012            | Castle Conqueror: Heroes 2                                        |             | Oui (JAP)         | DSiWare |
| 2012            | Okiraku Golf 3D                                                   | Oui         | Oui               | Nintendo 3DS |
| 2012            | Bookstore Dream                                                   |             | Oui               | DSiWare |
| 2012            | Maido Hanafuda                                                    | Oui         | Oui               | Nintendo 3DS |
| 2012            | BlazBlue: Chrono Phantasma                                        | Oui         | Oui (JAP/COR)     | Borne d'arcade - PlayStation 3 (2013) - PlayStation Vita (2014) - PlayStation 4, Xbox One (2015)                                     |
| 2012            | NAX Music Player                                                  | Oui         | Oui               | PlayStation Vita |
| 2012            | Rytmik: Retrobits                                                 |             | Oui (JAP)         | DSiWare |
| 2012            | Riki Densetsu                                                     | Oui         | Oui               | Nintendo 3DS |
| 2012            | Dasshutsu Adventure: Majo no Sumu Yakata                          |             | Oui               | Nintendo 3DS |
| 2012            | BlazBlue: Clonephantasma                                          | Oui         | Oui               | Nintendo 3DS |
| 2013            | Nikakude Swish                                                    | Oui         | Oui               | Nintendo 3DS |
| 2013            | Nano Assault Neo                                                  |             | Oui (JAP)         | Wii U |
| 2013            | ARC Style: Happy Ocean                                            | Oui         | Oui               | Nintendo 3DS |
| 2013            | Chaos Code                                                        |             | Oui               | PlayStation 3 |
| 2013            | Maido Hebo Shogi                                                  | Oui         | Oui               | Nintendo 3DS |
| 2013            | Art of Balance Touch!                                             |             | Oui (JAP)         | Nintendo 3DS |
| 2013            | Korokesu                                                          | Oui         | Oui               | Nintendo 3DS |
| 2013            | Dogimegi Inryoku-Chan                                             | Oui         | Oui               | Nintendo 3DS |
| 2013            | Swords and Soldiers 3D                                            |             | Oui (JAP)         | Nintendo 3DS |
| 2013            | Publisher Dream                                                   |             | Oui (JAP)         | DSiWare |
| 2013            | Bit.Trip Saga                                                     |             | Oui (JAP)         | Nintendo 3DS |
| 2013            | Zombie's Cool 2                                                   | Oui         | Oui               | Nintendo 3DS |
| 2013            | Coaster Creator 3D                                                |             | Oui (JAP)         | Nintendo 3DS |
| 2013            | Xblaze Code: Embryo                                               | Oui         | Oui (JAP/COR)     | PlayStation 3, PlayStation Vita - Windows (2016)                                                                                     |
| 2013            | River City: Tokyo Rumble                                          |             | Oui (JAP/COR)     | Nintendo 3DS |
| 2013            | Colors! 3D                                                        |             | Oui (JAP)         | Nintendo 3DS |
| 2013            | Little Doll Princess: Ryōri-Hen                                   | Oui         | Oui               | Nintendo 3DS |
| 2013            | ARC Style: Yakyū!! SP                                             | Oui         | Oui               | Wii U |
| 2013            | Getsuei Gakuen: kō                                                | Oui         | Oui               | PlayStation Vita - Windows (2015) |
| 2013            | Big Bass Arcade: No Limit                                         |             | Oui (JAP)         | Nintendo 3DS |
| 2013            | Seisō no Amazones                                                 | Oui         | Oui               | Nintendo 3DS |
| 2013            | 3D Game Collection: 55-in-1                                       |             | Oui (JAP)         | Nintendo 3DS |
| 2013            | Persona 4: The Ultimax Ultra Suplex Hold                          | Oui         |                   | Borne d'arcade |
| 2013            | Little Doll Princess: Oyastsu-Hen                                 | Oui         | Oui               | Nintendo 3DS |
| 2013            | Dasshutsu Adventure: Akumu no Shinigami Ressha                    |             | Oui               | Nintendo 3DS |
| 2013            | escapeVektor                                                      |             | Oui (JAP)         | Nintendo 3DS - PlayStation Vita (2014)                                                                                               |
| 2013            | Double Dragon: Neon                                               |             | Oui (JAP)         | PlayStation 3 |
| 2013            | Tottemo E Mahjong Plus                                            | Oui         | Oui               | PlayStation 4 |
| 2013            | World Conqueror 3D                                                |             | Oui (JAP)         | Nintendo 3DS |
| 2013            | Swords and Darkness                                               | Oui         | Oui               | Nintendo 3DS |
| 2013            | Damascus Gear: Operation Tokyo                                    | Oui         | Oui               | PlayStation Vita - PlayStation 4, Windows (2017) - Nintendo Switch (2018)                                                            |
| 2013            | Mystery Murders: Jack the Ripper                                  |             | Oui (JAP)         | Nintendo 3DS |
| 2014            | Toite Susunde! Nazo Toki Castle                                   | Oui         | Oui               | Nintendo 3DS |
| 2014            | Jett Rocket II: The Wrath of Taikai                               |             | Oui (JAP)         | Nintendo 3DS |
| 2014            | Shanghai 3D                                                       |             | Oui (JAP)         | Nintendo 3DS |
| 2014            | Guilty Gear Xrd -SIGN-                                            | Oui         | Oui (JAP)         | Borne d'arcade, PlayStation 4, PlayStation 3, PlayStation Vita - Windows (2015)                                                      |
| 2014            | Family Tennis SP                                                  | Oui         | Oui (JAP)         | Wii U |
| 2014            | Okiraku Fishing 3D                                                | Oui         | Oui               | Nintendo 3DS |
| 2014            | Aeterno Blade                                                     |             | Oui (JAP)         | Nintendo 3DS - PlayStation Vita (2014) - PlayStation 4 (2016)                                                                        |
| 2014            | Mononoke Tantei: Shida no Ayakashi Jiken Chō                      | Oui         | Oui               | Nintendo 3DS |
| 2014            | Sensha 3D                                                         | Oui         | Oui               | Nintendo 3DS |
| 2014            | Tokyo Twilight Ghost Hunters                                      |             | Oui (JAP)         | PlayStation 3, PlayStation Vita |
| 2014            | Murder on the Titanic                                             |             | Oui (JAP)         | Nintendo 3DS |
| 2014            | Slice It!                                                         | Oui         | Oui (JAP/AN)      | Nintendo 3DS |
| 2014            | River City: Knights of Justice                                    |             | Oui (JAP)         | Nintendo 3DS |
| 2014            | Dasshutsu Adventure: Shiawase no Akai Ishi                        | Oui         | Oui               | Nintendo 3DS |
| 2014            | BloodRayne: Betrayal                                              |             | Oui (JAP)         | PlayStation 3 |
| 2014            | ARC Style: Soccer!! 2014                                          | Oui         | Oui               | Nintendo 3DS |
| 2014            | Arcana Heart 3: LOVEMAX!!!!!                                      |             | Oui (JAP)         | PlayStation 3, PlayStation Vita - Windows (2015)                                                                                     |
| 2014            | Gotcha Racing                                                     | Oui         | Oui (JAP)         | Nintendo 3DS |
| 2014            | Fantasy Hero: Unsigned Legacy                                     | Oui         | Oui               | PlayStation Vita - Nintendo Switch (2018)                                                                                            |
| 2014            | Under Night In-Birth Exe:Late                                     |             | Oui (JAP)         | PlayStation 3 |
| 2014            | Oh No Odyssey: Chikyūkara no Dasshutsu                            | Oui         | Oui               | Nintendo 3DS |
| 2014            | Sensha SP                                                         | Oui         | Oui               | Wii U |
| 2014            | Dasshutsu Adventure: Shūen no Kuroikiri                           |             | Oui               | Nintendo 3DS |
| 2014            | Persona 4 Arena Ultimax                                           | Oui         |                   | PlayStation 3, Xbox 360 |
| 2014            | Daylight                                                          |             | Oui (JAP)         | PlayStation 4 |
| 2014            | Gardenscapes                                                      |             | Oui (JAP)         | Nintendo 3DS |
| 2014            | Conveni Dream                                                     | Oui         | Oui (JAP)         | Nintendo 3DS |
| 2014            | Tangram Style                                                     |             | Oui (JAP)         | Nintendo 3DS |
| 2014            | Meiga to Tanosimu Otona no Machigai Sagashi                       | Oui         | Oui               | Nintendo 3DS |
| 2014            | Art of Balance                                                    |             | Oui (JAP)         | Wii U |
| 2014            | NekoBuro: Cats Block                                              | Oui         | Oui (JAP/COR/AN)  | PlayStation Vita |
| 2014            | Arcade Archives: Double Dragon                                    | Oui         |                   | PlayStation 4 |
| 2015            | Arcade Archives: Shusse Ozumo                                     | Oui         |                   | PlayStation 4 |
| 2015            | The Keep                                                          |             | Oui (JAP)         | Nintendo 3DS |
| 2015            | Eat Beat: Dead Spike-san                                          | Oui         | Oui               | iOS, Android |
| 2015            | Beans 1980 Kawaii Kei Puzzle Game                                 | Oui         | Oui               | iOS |
| 2015            | River City Super Sports Challenge: All Stars Special              | Oui         | Oui (JAP)         | Windows, PlayStation 3 |
| 2015            | Thorium Wars: Attack of the Skyfighter                            |             | Oui (JAP)         | Nintendo 3DS |
| 2015            | Kunio-Kun no Nekketsu Street                                      | Oui         | Oui               | iOS |
| 2015            | Zombie Panic in Wonderland DX                                     |             | Oui (JAP)         | Nintendo 3DS |
| 2015            | Radiohammer                                                       | Oui         | Oui (JAP)         | Nintendo 3DS - PlayStation 4, Nintendo Switch (2018)                                                                                 |
| 2015            | Xblaze Lost: Memories                                             | Oui         | Oui (JAP/AN)      | PlayStation 3, PlayStation Vita - Windows (2016)                                                                                     |
| 2015            | Dasshutsu Adventure: Noroi no Sūretsu                             |             | Oui               | Nintendo 3DS |
| 2015            | Downtown Nekketsu Jidaigeki                                       | Oui         | Oui               | Nintendo 3DS |
| 2015            | Dragon Ball Z: Extreme Butōden                                    | Oui         |                   | Nintendo 3DS |
| 2015            | Gourmet Dream                                                     | Oui         | Oui (JAP)         | Nintendo 3DS |
| 2015            | Cube Creator 3D                                                   |             | Oui (JAP)         | Nintendo 3DS |
| 2015            | Rollers of the Realm                                              |             | Oui (JAP)         | PlayStation 4, PlayStation Vita |
| 2015            | Arcade Archives: Super Dodge Ball                                 | Oui         |                   | PlayStation 4 |
| 2015            | Brave Tank Hero                                                   | Oui         |                   | Wii U, Nintendo 3DS |
| 2015            | Guilty Gear Xrd -REVELATOR-                                       | Oui         | Oui (JAP)         | Borne d'arcade - Windows, PlayStation 4, PlayStation 3 (2016)                                                                        |
| 2015            | Ninja Usagimaru: The Mysterious Karakuri Castle                   | Oui         | Oui (JAP)         | Nintendo 3DS |
| 2015            | BlazBlue: Central Fiction                                         | Oui         | Oui (JAP)         | Borne d'arcade - PlayStation 4, PlayStation 3 (2016) - Windows (2017)                                                                |
| 2015            | Family Fishing                                                    | Oui         |                   | Nintendo 3DS |
| 2015            | Double Dragon III: The Sacred Stones                              |             | Oui               | Console virtuelle (Wii U) |
| 2015            | Tokyo Twilight Ghost Hunters: Daybreak Special Gigs               |             | Oui (JAP)         | PlayStation 4, PlayStation 3, PlayStation Vita - Windows (2017)                                                                      |
| 2015            | Dogimegi Inryoku-Chan: Love and Peace                             | Oui         | Oui               | PlayStation Vita |
| 2015            | Frontier Days: Founding Pioneers                                  | Oui         | Oui (JAP)         | Nintendo 3DS |
| 2015            | SUPERBEAT: XONiC                                                  |             | Oui (JAP)         | PlayStation Vita |
| 2015            | Dasshutsu Adventure: Kami Kudashi no Uranai Sara                  |             | Oui               | Nintendo 3DS |
| 2015            | Fast Racing Neo                                                   |             | Oui (JAP)         | Wii U |
| 2016            | Citizens of Earth                                                 |             | Oui (JAP)         | PlayStation 4, PlayStation Vita, Nintendo 3DS                                                                                        |
| 2016            | Arcade Archives: Double Dragon II - The Revenge                   | Oui         |                   | PlayStation 4 |
| 2016            | BlazBlue: Chrono Phantasma Extend                                 | Oui         |                   | Windows |
| 2016            | Skullgirls: 2nd Encore                                            |             | Oui (JAP)         | PlayStation 4, PlayStation Vita |
| 2016            | Melty Blood: Actress Again Current Code                           |             | Oui (JAP)         | Windows |
| 2016            | Densha Unten Shirei! Tōkaidō-Hen                                  | Oui         | Oui               | Nintendo 3DS |
| 2016            | Chase: Cold Case Investigations - Distant Memories                | Oui         | Oui (JAP)         | Nintendo 3DS |
| 2016            | Inferno Climber                                                   | Oui         | Oui               | Windows |
| 2016            | Of Mice and Sand                                                  | Oui         | Oui (JAP)         | Nintendo 3DS - Nintendo Switch (2017) - Windows, PlayStation 4 (2018)                                                                |
| 2016            | One Piece: Daikaizoku Coliseum                                    | Oui         |                   | Nintendo 3DS |
| 2016            | Dasshutsu Adventure: Dai Shichi no Yogen                          |             | Oui (JAP)         | Nintendo 3DS |
| 2016            | Lionel City Builder 3D: Rise of the Rails                         |             | Oui (JAP)         | Nintendo 3DS |
| 2016            | River City: Rival Showdown                                        |             | Oui (JAP)         | Nintendo 3DS |
| 2016            | Chaos Code: New Sign of Catastrophe                               |             | Oui               | PlayStation 4 - Windows (2017) |
| 2016            | Shephy                                                            | Oui         | Oui               | Nintendo 3DS - Windows, Nintendo Switch (2017)                                                                                       |
| 2016            | Kunio-kun Nekketsu Complete: Famicom-Hen                          | Oui         | Oui               | Nintendo 3DS |
| 2016            | Finding Teddy 2                                                   |             | Oui (JAP)         | PlayStation 4 - Wii U (2018) |
| 2016            | River City Melee: Battle Royal Special                            | Oui         | Oui (JAP)         | PlayStation 4 - Windows (2017) |
| 2017            | Densha Unten Shirei! Tōkyōwan-Hen                                 | Oui         | Oui               | Nintendo 3DS |
| 2017            | Birthdays the Beginning                                           | Oui         | Oui (JAP)         | Windows, PlayStation 4 |
| 2017            | Double Dragon IV                                                  |             | Oui (JAP)         | Windows, PlayStation 4, Nintendo Switch, iOS                                                                                         |
| 2017            | Neo ATLAS 1469                                                    |             | Oui               | Windows |
| 2017            | River City Ransom: Underground                                    |             | Oui               | Windows |
| 2017            | New Frontier Days: Founding Pioneers                              | Oui         | Oui               | Windows, Nintendo Switch |
| 2017            | Damascus Gear: Operation Osaka                                    | Oui         | Oui               | Windows, PlayStation 4, PlayStation Vita                                                                                             |
| 2017            | Cube Creator DX                                                   | Oui         | Oui (JAP)         | Nintendo 3DS |
| 2017            | Guilty Gear Xrd: Rev 2                                            | Oui         | Oui (JAP/AN)      | PlayStation 4, PlayStation 3, PlayStation Vita                                                                                       |
| 2017            | Ninja Usagimaru: Two Tails of Adventure                           |             | Oui (JAP/AN)      | PlayStation Vita |
| 2017            | Boost Beast                                                       |             | Oui               | Nintendo Switch |
| 2017            | Wonder Boy: The Dragon's Trap                                     |             | Oui (AS)          | PlayStation 4, Nintendo Switch |
| 2017            | White Day: A Labyrinth Named School                               |             | Oui (JAP)         | PlayStation 4 |
| 2017            | Jake Hunter Detective Story: Ghost of the Dusk                    | Oui         | Oui (JAP)         | Nintendo 3DS |
| 2017            | Ys Origin                                                         |             | Oui (AS)          | PlayStation 4, PlayStation Vita |
| 2017            | DJMax Respect                                                     |             | Oui (JAP)         | PlayStation 4 |
| 2017            | Battle Garegga Rev.2016                                           |             | Oui (COR)         | PlayStation 4 |
| 2017            | Arcana Heart 3 LOVEMAX SIXSTARS!!!!!!                             |             | Oui               | Windows |
| 2017            | Slice, Dice and Rice                                              |             | Oui               | PlayStation 4 - Nintendo Switch (2018)                                                                                               |
| 2017            | Simple Mahjong Online                                             | Oui         | Oui               | Nintendo Switch |
| 2018            | Dragon Ball FighterZ                                              | Oui         |                   | Windows, PlayStation 4, Xbox One, Nintendo Switch                                                                                    |
| 2018            | Fallen Legion (versions Flames of Rebellion et Sins of an Empire) | Oui         | Oui (JAP)         | PlayStation 4 |
| 2018            | Eat Beat Deadspike-san                                            | Oui         | Oui               | Nintendo Switch |
| 2018            | Gotcha Racing 2nd                                                 | Oui         | Oui               | Windows, PlayStation 4, Nintendo Switch                                                                                              |
| 2018            | Happy Birthdays                                                   | Oui         | Oui (JAP)         | Nintendo Switch |
| 2018            | Cube Creator X                                                    | Oui         | Oui               | Nintendo Switch |
| 2018            | Okiraku Daifugo SP                                                | Oui         | Oui               | Nintendo Switch |
| 2018            | Fallen Legion: Rise to Glory                                      | Oui         | Oui (JAP)         | Nintendo Switch |
| 2018            | BlazBlue: Cross Tag Battle                                        | Oui         | Oui (JAP/AN)      | Windows, PlayStation 4, Nintendo Switch - Borne d'arcade (2019)                                                                      |
| 2018            | Jake Hunter Detective Story: Prism of Eyes                        | Oui         | Oui               | PlayStation 4, Nintendo Switch |
| 2018            | Under Night In-Birth Exe:Late(st)                                 |             | Oui               | Windows - Borne d'arcade (2015) - PlayStation 4, PlayStation 3, PlayStation Vita (2017)                                              |
| 2018            | World End Syndrome                                                |             | Oui               | PlayStation 4, PlayStation Vita, Nintendo Switch                                                                                     |
| 2018            | Zan! Zan! Zan!                                                    | Oui         | Oui               | Nintendo Switch |
| 2018            | Psikyo Collection Vol. 1                                          |             | Oui               | Nintendo Switch |
| 2018            | The Missing: JJ Macfield and the Island of Memories               |             | Oui               | Windows, PlayStation 4, Xbox One, Nintendo Switch                                                                                    |
| 2018            | The Caligula Effect: Overdose                                     |             | Oui (AS)          | PlayStation 4 |
| 2018            | Daedalus: The Awakening of Golden Jazz                            | Oui         | Oui               | Windows, PlayStation 4, Nintendo Switch                                                                                              |
| 2018            | Nelke and the Legendary Alchemists: Ateliers of the New World     |             | Oui (JAP)         | Nintendo Switch |
| 2018            | Nippon Marathon                                                   |             | Oui (JAP)         | PlayStation 4, Nintendo Switch |
| 2018            | Kunio-kun: The World Classics Collection                          | Oui         | Oui               | Windows, PlayStation 4, Xbox One, Nintendo Switch                                                                                    |
| 2019            | Wizard's Symphony                                                 | Oui         | Oui               | PlayStation 4, Nintendo Switch |
| 2019            | Guilty Gear 20th Anniversary Edition                              | Oui         | Oui (JAP/EUR)     | Nintendo Switch |
| 2019            | Downtown Rantō Kōshinkyoku: Mach!!                                | Oui         | Oui               | Nintendo Switch |
| 2019            | Kill la Kill The Game: IF                                         |             | Oui               | Windows |
| 2019            | Granblue Fantasy Versus                                           |             | Oui               | PlayStation 4 |